# كأس العالم للأندية 2006
كأس العالم للأندية 2006 (رسميًا كأس العالم للأندية لكرة القدم باليابان 2006 مقدمة من تويوتا لأسباب الرعاية) هي بطولة كرة قدم أقيمت في اليابان في الفترة من 10 ديسمبر إلي 17 ديسمبر 2006. هذه البطولة هي البطولة الثالثة لكأس العالم للأندية لكرة القدم والثانية منذ دمجها مع كأس الإنتركونتيننتال.

## الفرق المشاركة
| الفريق               | الاتحاد         | التأهل                            | المشاركة               |
| دور نصف النهائي      | دور نصف النهائي | دور نصف النهائي                   | دور نصف النهائي        |
| -------------------- | --------------- | --------------------------------- | ---------------------- |
| برشلونة              | الأوروبي        | بطل دوري أبطال أوروبا 2005-06     | الأولى                 |
| إنترناسيونال         | كونميبول        | بطل كأس ليبرتادوريس 2006          | الأولى                 |
| دور ربع النهائي      |                 |                                   |                        |
| جونبك هيونداي موتورز | الآسيوي         | بطل دوري أبطال آسيا 2006          | الأولى                 |
| الأهلي               | الأفريقي        | بطل دوري أبطال أفريقيا 2006       | الثانية (السابق: 2005) |
| أمريكا               | كونكاكاف        | بطل دوري أبطال الكونكاكاف 2006    | الأولى                 |
| أوكلاند سيتي         | أوقيانوسيا      | بطل بطولة الأندية الأوقيانية 2006 | الأولى                 |

## الملاعب
المدن التي أقيمت عليها البطولة هي طوكيو ويوكوهاما وتويوتا.
| ملعب يوكوهاما الدولي                                   | الملعب الوطني | ملعب تويوتا   |
|                                                        |               |               |
| السعة: 72,327                                          | السعة: 57,363 | السعة: 45,000 |
|                                                        |               |               |
| يوكوهاما طوكيو تويوتاكأس العالم للأندية 2006 (اليابان) |               |               |

## الحكام
| الاتحاد    | الحكم                            | الحكام المساعدون                 |
| ---------- | -------------------------------- | -------------------------------- |
| الآسيوي    | خليل الغامدي صبح الدين محمد صالح | عيسى غولوم حمدي القادري          |
| الأفريقي   | جيروم دامون                      | إينوك موليفي سيليستين نتاغونغيرا |
| كونكاكاف   | كارلوس باتريس                    | كارلوس باسترانا ليونيل ليل       |
| أوقيانوسيا | أوسكار رويز                      | ويلسون بيريو رافائيل يانيز       |

## المباريات

### ربع النهائي
| أوكلاند سيتي | 0 - 2 | الأهلي                                |
| ------------ | ----- | ------------------------------------- |
|              |       | فلافيو أمادو 51' · محمد أبو تريكة 73' |

| جونبك هيونداي موتورز | 0 - 1 | أمريكا                      |
| -------------------- | ----- | --------------------------- |
|                      |       | ريكاردو فرانسيسكو روخاس 79' |

### نصف النهائي
| الأهلي           | 1 – 2 | إنترناسيونال                         |
| ---------------- | ----- | ------------------------------------ |
| فلافيو أمادو 54' |       | ألكساندر باتو 23' · لويز أدريانو 72' |

| أمريكا | 0 - 4 | برشلونة                                                             |
| ------ | ----- | ------------------------------------------------------------------- |
|        |       | إيدور غوديونسن 11' · رافاييل ماركيز 30' · رونالدينيو 65' · ديكو 85' |

### مباراة المركز الخامس
| أوكلاند سيتي | 0 - 3 | جونبك هيونداي موتورز                                          |
| ------------ | ----- | ------------------------------------------------------------- |
|              |       | لي هيون سيونغ 17' · كيم هيونغ بوم 31' · زي كارلوس 73' (ركلة.) |

### مباراة المركز الثالث
| الأهلي                  | 2 – 1 | أمريكا               |
| ----------------------- | ----- | -------------------- |
| محمد أبو تريكة 42'، 79' |       | سالفادور كاباناس 59' |

### المباراة النهائية
| 17 ديسمبر 200619:20\| إنترناسيونال \| 1 - 0 \| برشلونة \| \| ------------------ \| ----- \| ------- \| \| أدريانو غابيرو 82' \| \| \|ملعب يوكوهاما الدولي، يوكوهاماالحضور: 67,128الحكم: كارلوس باتريس (غواتيمالا) |       |         |
| إنترناسيونال | 1 - 0 | برشلونة |
| أدريانو غابيرو 82' |       |         |

| بطل كأس العالم للأندية 2006 |
| --------------------------- |
| إنترناسيونال للمرة الأولى   |

| المركز الثاني | المركز الثالث |
| ------------- | ------------- |
| برشلونة       | الأهلي        |

## ترتيب الهدافين
| # | الهداف                  | النادي               | الأهداف |
| - | ----------------------- | -------------------- | ------- |
| 1 | محمد أبو تريكة          | الأهلي               | 3       |
| 2 | فلافيو أمادو            | الأهلي               | 2       |
| 3 | ديكو                    | برشلونة              | 1       |
| 3 | إيدور غوديونسن          | برشلونة              | 1       |
| 3 | رافاييل ماركيز          | برشلونة              | 1       |
| 3 | رونالدينيو              | برشلونة              | 1       |
| 3 | سالفادور كاباناس        | كلوب أمريكا          | 1       |
| 3 | ريكاردو فرانسيسكو روخاس | كلوب أمريكا          | 1       |
| 3 | لويز أدريانو            | إنترناسيونال         | 1       |
| 3 | أدريانو غابيرو          | إنترناسيونال         | 1       |
| 3 | ألكساندر باتو           | إنترناسيونال         | 1       |
| 3 | كيم هيونغ بوم           | جونبك هيونداي موتورز | 1       |
| 3 | زي كارلوس               | جونبك هيونداي موتورز | 1       |
| 3 | لي هيونغ سونغ           | جونبك هيونداي موتورز | 1       |

## كواليس البطولة

### مراكز البطولة
| المركز | الفريق                 | الاتحاد    | لعب | فوز | تعادل | خسارة | هدف لـ | هدف ضد | فرق أهداف |
| ------ | ---------------------- | ---------- | --- | --- | ----- | ----- | ------ | ------ | --------- |
| 1      | إنترناسيونال           | كونميبول   | 2   | 2   | 0     | 0     | 3      | 1      | +2        |
| 2      | برشلونة                | الأوروبي   | 2   | 1   | 0     | 1     | 4      | 1      | +3        |
| 3      | الأهلي                 | الأفريقي   | 3   | 2   | 0     | 1     | 5      | 3      | +2        |
| 4      | أمريكا                 | كونكاكاف   | 3   | 1   | 0     | 2     | 2      | 6      | −4        |
| 5      | جيونبوك هيونداي موتورز | الآسيوي    | 2   | 1   | 0     | 1     | 3      | 1      | +2        |
| 6      | أوكلاند سيتي           | أوقيانوسيا | 2   | 0   | 0     | 2     | 0      | 5      | −5        |

- عدد الفرق المشاركة : ستة أندية
- عدد المباريات : سبعة
- عدد الأهداف المسجلة : 17 هدف
- الحضور الجماهيري : 302142 مشاهد
- نسبة الحضور في المباراة الواحدة: 43163 مشاهد

### جوائز
| الكرة الذهبية  | الكرة الفضية        | الكرة البرونزية      |
| -------------- | ------------------- | -------------------- |
| ديكو (برشلونة) | أرلي (إنترناسيونال) | رونالدينيو (برشلونة) |

| اللعب النظيف | برشلونة |

## روابط خارجية
- كأس العالم للأندية اليابان 2006، الاتحاد الدولي لكرة القدم
- الموقع الرسمي لكأس العالم للأندية لكرة القدم 2006 (أرشيفي)
- تقرير فيفا التقني